# Daniel Gustavsson
Erik Daniel Gustavsson, född 3 januari 1971 i Gustavsberg, Stockholms län, är en svensk skådespelare.
Han är sambo med skådespelaren Anna Blomberg och tillsammans har de två barn.

## Filmografi
- 1989 – Maskrosbarn (TV)
- 1993 – Härifrån till Kim
- 1999 – Ett litet rött paket (TV-serie)
- 1999 – OP:7 (TV-serie)
- 2000 – Fem gånger Storm (TV)
- 2001 – Rederiet (TV)
- 2002 – Sårskorpor på tv (TV)
- 2003 – Kontorstid
- 2005 – Eldengel
- 2005 – Tjenare kungen
- 2005 – Vinnare och förlorare
- 2006 – Humorlabbet (TV-serie)
- 2007 – Saltön (TV-serie)
- 2008 – Fishy
- 2009 – Äntligen midsommar
- 2009 – Äpplet & Masken (svensk röst)
- 2009 – Flickan som lekte med elden
- 2010 – Starke man (TV)
- 2010 – Marmaduke (svensk röst)
- 2010 – Saltön (TV-serie)
- 2011 – Gabba gabba (TV-serie)
- 2012 – Solsidan (TV-serie)
- 2014 – Mina pinsamma föräldrar (TV-serie)
- 2014 – Anna Blomberg show (TV-serie)
- 2014 – Brevfilmen (TV-serie)
- 2016 – Skolan (TV-serie)
- 2017 – Syrror (TV-serie)
- 2017 – Grotesco (TV-serie)
- 2019 – Sommaren med släkten (TV-serie)
- 2024 – Düsseldorf, Skåne

## Teater

### Roller (ej komplett)
| År   | Roll           | Produktion                                 | Regi             | Teater                                 |
| ---- | -------------- | ------------------------------------------ | ---------------- | -------------------------------------- |
| 2000 | Rolle Max Tord | Sårskorpor Maria Blom                      | Maria Blom       | Stockholms stadsteater                 |
| 2007 |                | Alla var där Derek Benfield                | Figge Norling    | Mellanfjärdsteatern                    |
| 2012 |                | Den enfaldige mördaren Hans Alfredson      | Dennis Sandin    | Helsingborgs stadsteater               |
| 2012 |                | Everest Lotta Lotass                       | Jörgen Dahlqvist | Helsingborgs stadsteater/ Teatr Weimar |
| 2016 |                | Att göra en Tartuffe Dennis Magnusson      | Dennis Sandin    | Uppsala stadsteater                    |
| 2017 | Medverkande    | Psykakuten - Ännu Deluxigare Paula McManus | Paula McManus    | Kulturhuset Stadsteatern               |
| 2019 |                | Lauras läppar Malin Axelsson               | Malin Axelsson   | Dramaten                               |

### Fotnoter
1. ↑  ”Daniel Gustavsson”. Svensk filmdatabas. https://www.svenskfilmdatabas.se/sv/item/?type=person&itemid=303756. Läst 6 maj 2012.
2. ↑  Lena Wreede (18 maj 2017). ”DN gratulerar: Anna Blomberg”. Dagens Nyheter. https://www.dn.se/familj/dn-gratulerar-anna-blomberg/.
3. ↑  ”Stjärngäng på Mellanfjärdens scen”. Sundsvalls tidning. 5 juli 2007. https://www.st.nu/kultur/stjarngang-pa-mellanfjardens-scen. Läst 28 april 2018.
4. ↑  Leif Zern (26 november 2012). ”Överkörd. Paradoxalt konventionellt”. Dagens Nyheter. https://www.dn.se/arkiv/kultur/overkord-paradoxalt-konventionellt/. Läst 10 april 2022.
5. ↑  Leif Zern (23 februari 2016). ”Påhittig fars i Uppsala. En elak, men skrikig, parodi på vår tid”. Dagens Nyheter. https://www.dn.se/arkiv/kultur/pahittig-fars-i-uppsala-en-elak-men-skrikig-parodi-pa-var-tid/. Läst 6 mars 2022.